# Coupe de Belgique féminine de handball 2002-2003
Navigation
Édition précédente Édition suivante
La Coupe de Belgique masculine de handball de 2001-2002 fut la 39e édition de cette compétition organisée par l'Union royale belge de handball (URBH)
La finale se joua à Gand le 12 avril 2003, elle opposa le Sporting Neerpelt à l'Initia HC Hasselt pour une rencontre 100% limbourgeoise. C'est la première fois que ces deux clubs se rencontrent à ce stade de la compétition alors que, paradoxalement, ce sont les deux clubs les plus titré de la compétition.
Ce fut l'Initia HC Hasselt qui remporta la Coupe de Belgique pour la septième fois de son histoire.

## Tour préliminaire
| Lieu          | Club              | Match | Club                    |
| ------------- | ----------------- | ----- | ----------------------- |
| LFH           |                   |       |                         |
| Herstal       | JS Herstal        | ?-?   | Jeunesse Jemeppe        |
| Kraainem      | A.S.E.K. 72       | 27-13 | HC Sprimont             |
| VHV           |                   |       |                         |
| Hechtel-Eksel | HV Arena          | 24-22 | DHT Middelkerke-Izegem  |
| Neerpelt      | Sporting Neerpelt | 27-16 | HV Uilenspiegel Wilrijk |
| Waasmunster   | DHC Waasmunster   | 13-26 | SD Antwerpen            |
| Buggenhout    | HC Buggenhout     | 21-16 | HC Tongeren             |
| Courtrai      | Apolloon Kortrijk | 25-26 | HC Juventus Melveren    |
| Overpelt      | DHC Overpelt      | 18-17 | HC Zandvliet            |

## Phase finale

### Huitième de finale
- : Tenant du titre

| Lieu                | Club              | Match  | Club                 |
| ------------------- | ----------------- | ------ | -------------------- |
| Villers-le-Bouillet | H. Villers 59     | 4-36   | HC Eynatten          |
| Beyne-Heusay        | Initia HC Hasselt | 18-'22 | DHC Meeuwen          |
| Verviers            | JS Herstal        | 11-30  | FOHC-UCL             |
| Overpelt            | DHC Overpelt      | 14-33  | HC Juventus Melveren |
| Neerpelt            | Sporting Neerpelt | 50-12  | HC Bressoux          |
| Kraainem            | A.S.E.K. 72       | 11-29  | HV Arena             |
| Buggenhout          | HC Buggenhout     | 42-1   | ROC Flémalle         |
| Visé                | Fémina Visé       | 30-26  | SD Antwerpen         |

### Quarts de finale
- : Tenant du titre

| Lieu              | Club                 | Aller | Total | Retour | Club               | Lieu          |
| ----------------- | -------------------- | ----- | ----- | ------ | ------------------ | ------------- |
| Saint-Trond       | HC Juventus Melveren | 25-17 | 53-34 | 28-17  | FOHC-UCL           | Ottignies     |
| Meeuwen-Gruitrode | DHC Meeuwen          | 21-8  | 43-21 | 22-13  | HC Eynatten        | Raeren        |
| Visé              | Fémina Visé          | 30-13 | 45-31 | 15-19  | HV Arena           | Hechtel-Eksel |
| Buggenhout        | HC Buggenhout        | 13-27 | 23-44 | 10-17  | [Sporting Neerpelt | Neerpelt      |

### Demi-finales
- : Tenant du titre

| Lieu              | Club        | Aller | Total | Retour | Club                 | Lieu        |
| ----------------- | ----------- | ----- | ----- | ------ | -------------------- | ----------- |
| Visé              | Fémina Visé | 31-16 | ?-?   | ?-?    | Sporting Neerpelt    | Neerpelt    |
| Meeuwen-Gruitrode | DHC Meeuwen | 20-16 | ?-?   | ?-?    | HC Juventus Melveren | Saint-Trond |

### Finale
- : Tenant du titre

| 12 avril 2003 | DHC Meeuwen | 19 - 24  | Fémina Visé      | Gand, Tolhuis |
| 12 avril 2003 | Loysch 5    | (12 - 7) | Thys 5, Gilice 5 | Gand, Tolhuis |

- DHC Meeuwen :  Geusens, Paesen, Vanwingh Stéfanie(8), Schildermans, Donne, Van Rie, Surinx, Ramakers(1), Vanwingh Mélanie(1), Loysch(5), Van Horen, Seleznova(4)
- Fémina Visé : Palmen, Bormans(1), Hellings(4), Rasson(4), Falci(3), Teeuwen, Gilice(5), Thys(5), Theunissen, Blockx(2), Brzezinski, Seghi.

## Vainqueur
| Coupe de Belgique de handball 2002-2003 Fémina Visé 4e titre |